# بدر اليعقوب
 بدر اليعقوب  (1946 - 1 يوليو 2025) قانوني ومحامٍ، ووزير كويتي سابق لوِزارة الإعلام، وأستاذ القانون في كلية الحقوق في جامعة الكويت سابقًا. وهو خال اللاعب الدَّولي الكويتي جاسم يعقوب.

## سيرته
وُلد الدكتور بدر جاسم محمد اليعقوب في الكويت عام 1946. حصل على شهادة (دكتوراه) في القانون من جامعة القاهرة عام 1977. 
عمل معيدًا في كلية الحقوق بجامعة الكويت من 1972 إلى 1977، ثم مدرِّسًا فيها إلى عام 1982، فأستاذًا مساعدًا لمادَّة القانون المدني، ثم رُقِّي إلى رتبة أستاذ (بروفسور) في فبراير 1988. ورأسَ قسم القانون الخاص في الكلية من 2008 إلى 2011، وتولَّى عِمادة الكلية. ومارس مهنة المحاماة في مكتبه الخاص.
ورأسَ تحرير مجلة دراسات الخليج والجزيرة العربية. 
عُيِّن وزيرًا للدولة لشؤون المجلس الوطني، ثم وزيرًا للإعلام من عام 1990 إلى 1992، ورئيسًا للهيئة الاستشارية للمجلس الأعلى لدول مجلس التعاون الخليجي من 2004 إلى 2005.

## وفاته
توفي بدر اليعقوب يوم الثلاثاء 6 المحرَّم 1447هـ الموافق 1 يوليو (تَمُّوز) 2025م، عن عمر ناهز ثمانين عامًا.